# Макасары

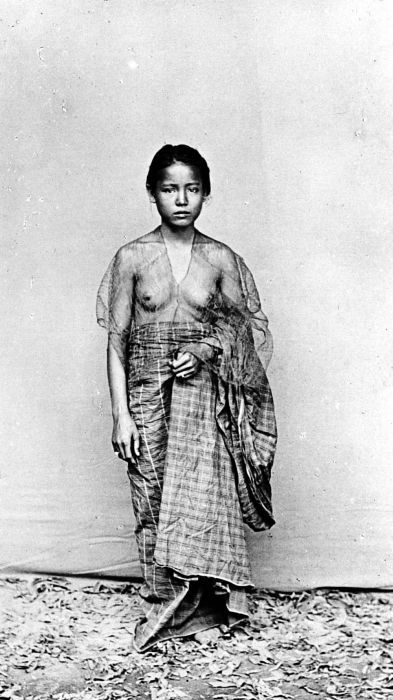
Макасарская девушка в праздничном костюме

Макасары (макассары) — народ, живущий на юго-западе острова Сулавеси (Индонезия). Говорят на макасарском языке южносулавесийской ветви собственно сулавесийской зоны австронезийской семьи языков. На макасарском языке имеется историческая и поэтическая литература. Исповедуют ислам.
Антропологически макасары принадлежат к южномонголоидной расе. В XV веке у макасаров уже были государства, видимо, раннего квазифеодального типа. Основные традиционные занятия — земледелие и рыболовство, торговля.
Макасары близки по языку и культуре к бугисам Сулавеси и, очевидно, имеют единое происхождение. В XIV — XVI веках на самом юге юго-западного Сулавеси образовались государства Макасар и Гова. После 1667 года Макасар попал в зависимость от Нидерландов, и основным центром политической и культурной жизни стала Гова. Голландцы первыми отметили отличия между бугисами и макасарами.
Основные традиционные занятия — земледелие с преобладанием выращивания риса, ряд ремёсел, торговля, строительство судов, мореходство. В прошлом макасарские мореплаватели обслуживали транспортные коридоры на значительной территории между Китаем на севере и Северной Австралией на юге. Макасары имели развитую городскую культуру.
В XVI—XVIII веках среди макасаров распространяется ислам. Большинство верующих в наше время — мусульмане-сунниты.

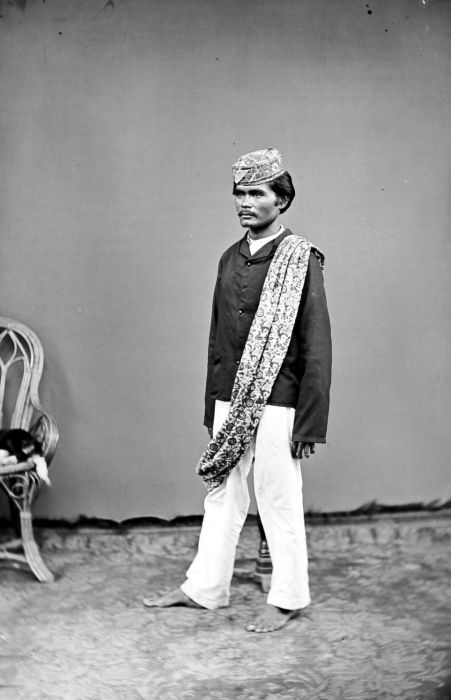
Представитель благородного сословия, 1913 год
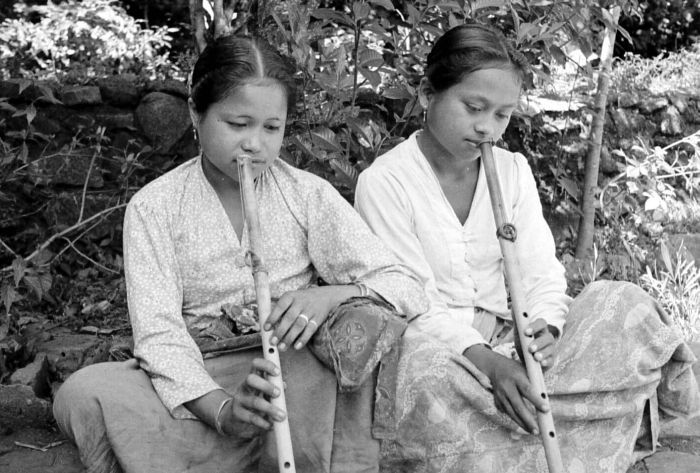
Девушки-музыканты, 1949 год
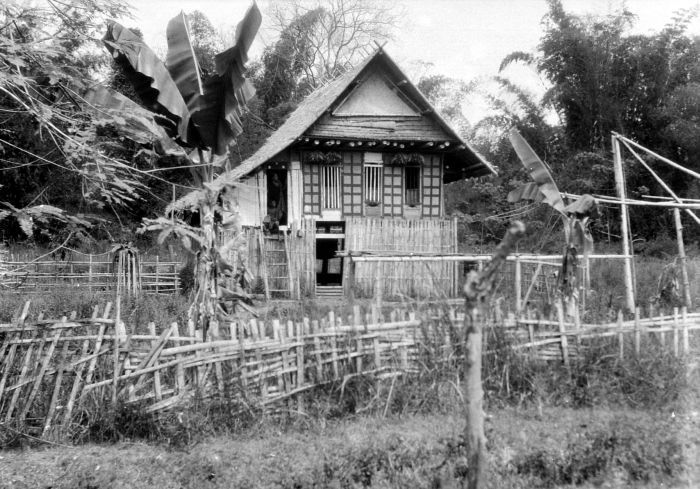
Усадьба близ Макасара, 1929 год
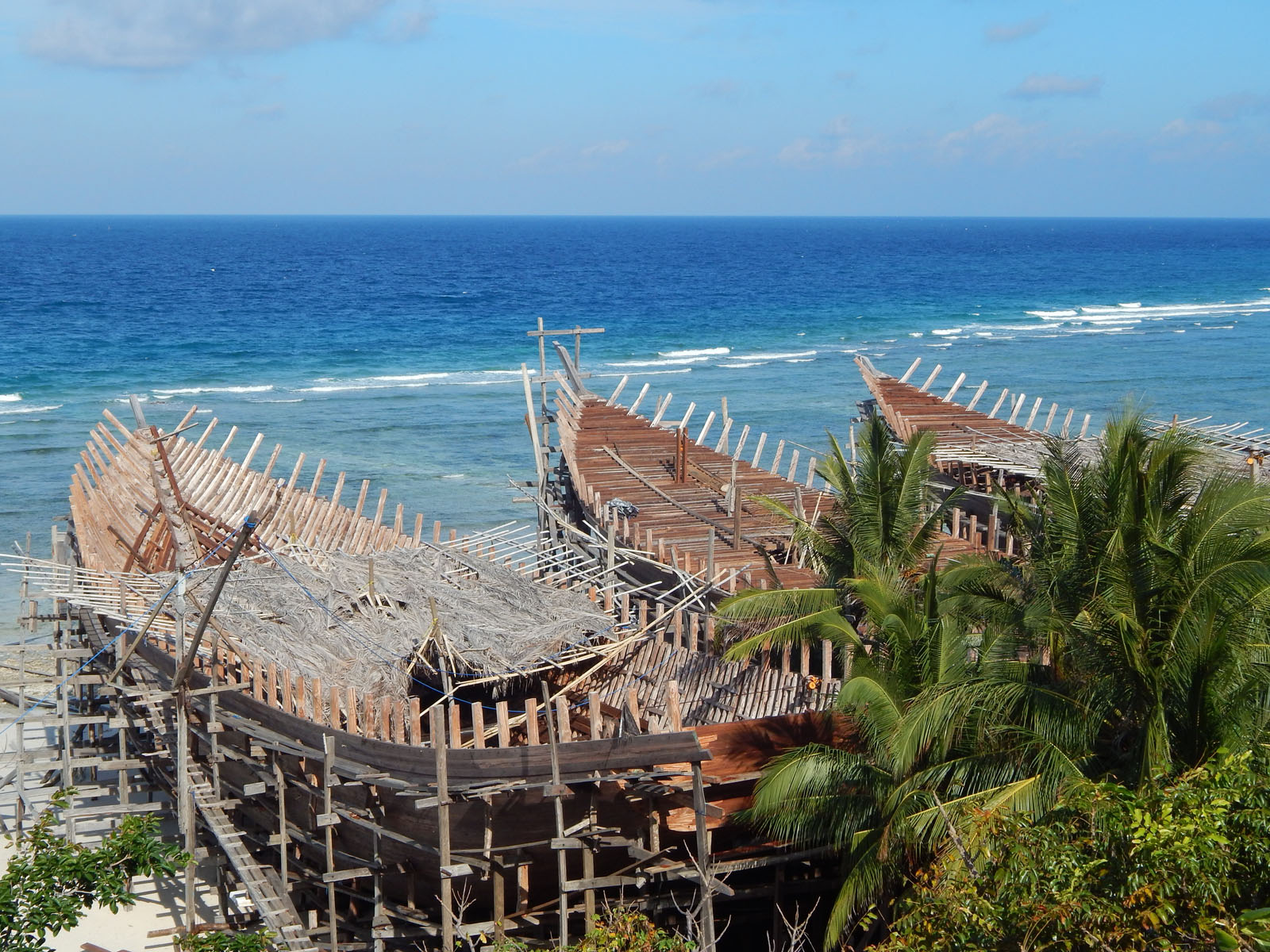
Традиционное судостроение на юге Сулавеси